# Johann Christian Pfister
Johann Christian (von) Pfister, född 11 mars 1772 i Pleidelsheim i Württemberg, död 30 september 1835 i Stuttgart, var en tysk historiker.
Pfister blev 1832 generalsuperintendent i Tübingen och skrev bland annat Geschichte von Schwaben (fem band, 1803-27; går till 1496) och Geschichte der Deutschen (fem band, 1830-35; utgör de första banden av Arnold Hermann Ludwig Heerens och Friedrich August Ukerts "Geschichte der europäischen Staaten"). Pfister var flitig källforskare, men förmådde ej i översiktlig form bearbeta det rikliga materialet.